# Nostra Signora dei Turchi
Nostra Signora dei Turchi är en italiensk dramafilm från 1968 i regi av Carmelo Bene.
Filmen är baserad på Carmelo Benes pjäs med samma namn.

## Utmärkelser
Filmen vann Juryns stora pris vid Filmfestivalen i Venedig 1968.

## Rollista i urval
- Carmelo Bene - mannen
- Lydia Mancinelli - Santa Margherita
- Salvatore Siniscalchi - redaktören
- Anita Masini - Santa Maria
- Ornella Ferrari - tjänarinnan